# Perpignan Canet FC
Perpignan Canet FC – francuski klub piłkarski z siedzibą w Perpignan.

## Historia
Perpignan Canet Football Club został założony w 1934 roku. W 1945 roku klub uzyskał status profesjonalny, dzięki czemu mógł uczestniczyć w rozgrywkach Division 2. W 1947 klub spadł z Division 2, tracąc przy tym status zawodowy. W 1949 roku klub po raz pierwszy zmienił swoją nazwę na Stade Olympique Perpignanais. W 1952 roku klub odzyskał status zawodowy, dzięki czemu mógł występować w Division 2. Klub wówczas po raz kolejny zmienił nazwę na Perpignan Football Club. Pobyt na zapleczu francuskiej ekstraklasy trwał siedem lat. Później przez wiele klub występował w niższych klasach rozgrywkowych.
W 1994 roku po prawie czterech dekadach przerwy powrócił do Division 2, dzięki czemu po raz trzeci uzyskał status profesjonalny. Pobyt na zapleczu francuskiej ekstraklasy trwał tym razem trzy sezony. W kolejnym roku wobec problemów finansowych klub zmienił nazwę na Sporting Perpignan Roussillon. Klub także został zdegradowany do Division Honnour (VI liga). W 2001 roku klub zmienił nazwę na Perpignan Football Catalan. W 2002 roku klub połączył się z Union Sportive Canet Football tworząc Perpignan Canet Football Club.

## Sukcesy
- mistrzostwo Division 3: 1991.
- 12 sezonów w Division 2: 1945–1947, 1952–1959, 1994–1997.

## Nazwy klubu
- Club Olympique Perpignanais (1934–49)
- Stade Olympique Perpignanais (1949–52)
- Perpignan Football Club (1952–97)
- Sporting Perpignan Roussillon (1997–2001)
- Perpignan Football Catalan (2001–02)
- Perpignan Canet Football Club (2002– ).

## Reprezentanci kraju grający w klubie
- Roman Jakóbczak
- César Rodríguez
- Lassina Diabaté